# Soyuz 2
Soyuz 2 là một tàu vũ trụ không người lái thuộc dòng Soyuz dự định sẽ thực hiện kết nối với Soyuz 3.  Mặc dù hai tàu đã tiến tới gần nhau, việc ghép nối đã không xảy ra.

## Các ý nghĩa khác của tên gọi
Tên "Soyuz 2" cũng được dùng trong các ngữ cảnh khác,
- a) Tàu vũ trụ Soyuz thứ hai đỗ vào Trạm vũ trụ Quốc tế
- b) Như một phiên bản kế tiếp được đề nghị của thiết bị phóng Soyuz, sau này đổi tên thành Soyuz/ST.

## Trò lừa của Fontcuberta
Nhiệm vụ này đã thành chủ đề của nhà nhiếp ảnh "Joan Fontcuberta". Vào năm 1997 ông tạo một cuộc triển lãm có tên Sputnik để trưng bày những sản phẩm giả tạo, bao gồm hình chụp, video và các vật dụng cá nhân khác để cho thấy tàu vũ trụ được lái bởi Ivan Istochnikov, đã chết trong nhiệm vụ và sau đó được xoá khỏi lịch sử bởi Xô-viết để tránh tin xấu lan ra cộng đồng. Câu chuyện này thực tế không có cơ sở lập luận: các bức hình chụp nhà du hành vũ trụ có khuôn mặt là của nhà nhiếp ảnh và tên của nhà du hành đó dựa trên sự dịch thuật từ tên của nghệ sĩ.
Câu chuyện này đã được kể lại như một sự việc có thật trong một số dịp khác nhau, ví dụ bởi tạp chí Lunar Cornea của Mêhicô năm 1998, và trong một chuyên mục trên chương trình TV Tây Ban Nha Cuarto milenio năm 2006

## Dẫn chứng
- Luna Cornea, Number 14, January/April 1998, p. 58,
- The Fabricated Cosmonaut and the Nonexistent Prophecy, Luis Alfonso Gamez. Skeptical Enquirer Volume 30, number 5 (September/October 2006) p12.